# Кели Ен Ален
Кели Ен Ален (енгл. Kelly-Ann Allen) је развојни психолог, доктор наука, члан Аустралијског психолошког друштва, ванредна професорка и универзитетски истраживач на Универзитету Монаш и почасна главна сарадница Центра за науку Универзитета у Мелбурну. Двадесет година се бави изучавањем припадности и међународно је признат стручњак у том домену, кодиректор и оснивач Међународног центра за истраживање припадности у Мелбурну.

## Биографија
Рођена је у Аделејду, докторирала је 2014. године на Универзитету у Мелбурну са темом припадности школи што је и даље њен главни академски фокус. Квалификовани је школски психолог, као и признати академик. Главни и одговорни уредник је Educational and Developmental Psychologist, оснивач и коуредник Journal of Belonging and Human Connection и Global Belonging Collaborative 2018. године. Њен рад се заснива на уверењу да мотивација представља темељни стуб доброг физичког и менталног здравља наводећи да у свету расте стопа усамљености и друштвене изолације па тако припадност никада није била важнија. Позната је по свом доприносу у области припадности и школске психологије и објавила је преко 170 радова у овим областима. Стекла је национална и међународна признања за свој рад и проглашена је за једног од најбољих академских истраживача Аустралије. Добила је признање и од Journal of University Learning and Teaching Practice за „најутицајнији рад 2021” који је и најцитиранији рад о припадности школи објављен у последњих пет година. Њена монографија The Psychology of Belonging је преведена на индонежански, арапски и српски језик под називом Психологија припадности и освојила је Златну награду од Удружења аутора књига публицистичке литературе 2022. Исте године се придружила Саветодавном већу M&M'S FUNd.